# آشار
آشار، مرکز بخش آشار و شهری است از توابع این بخش در شهرستان مهرستان استان سیستان و بلوچستان ایران است. شهر آشار در حاشیه شمالی دریاچه سد آشار قرار دارد.
با گسترش مناطق مسکونی و جمعیت این بخش، در ۲۷ دی ماه سال ۱۳۹۶ روستای آشار به صورت رسمی به شهر آشار تبدیل شد.

## جمعیت
براساس سرشماری عمومی نفوس و مسکن در سال ۱۳۹۵، جمعیت شهر آشار برابر با ۳،۷۸۶ نفر (۹۲۷ خانوار) بوده‌است.